# Restaurant

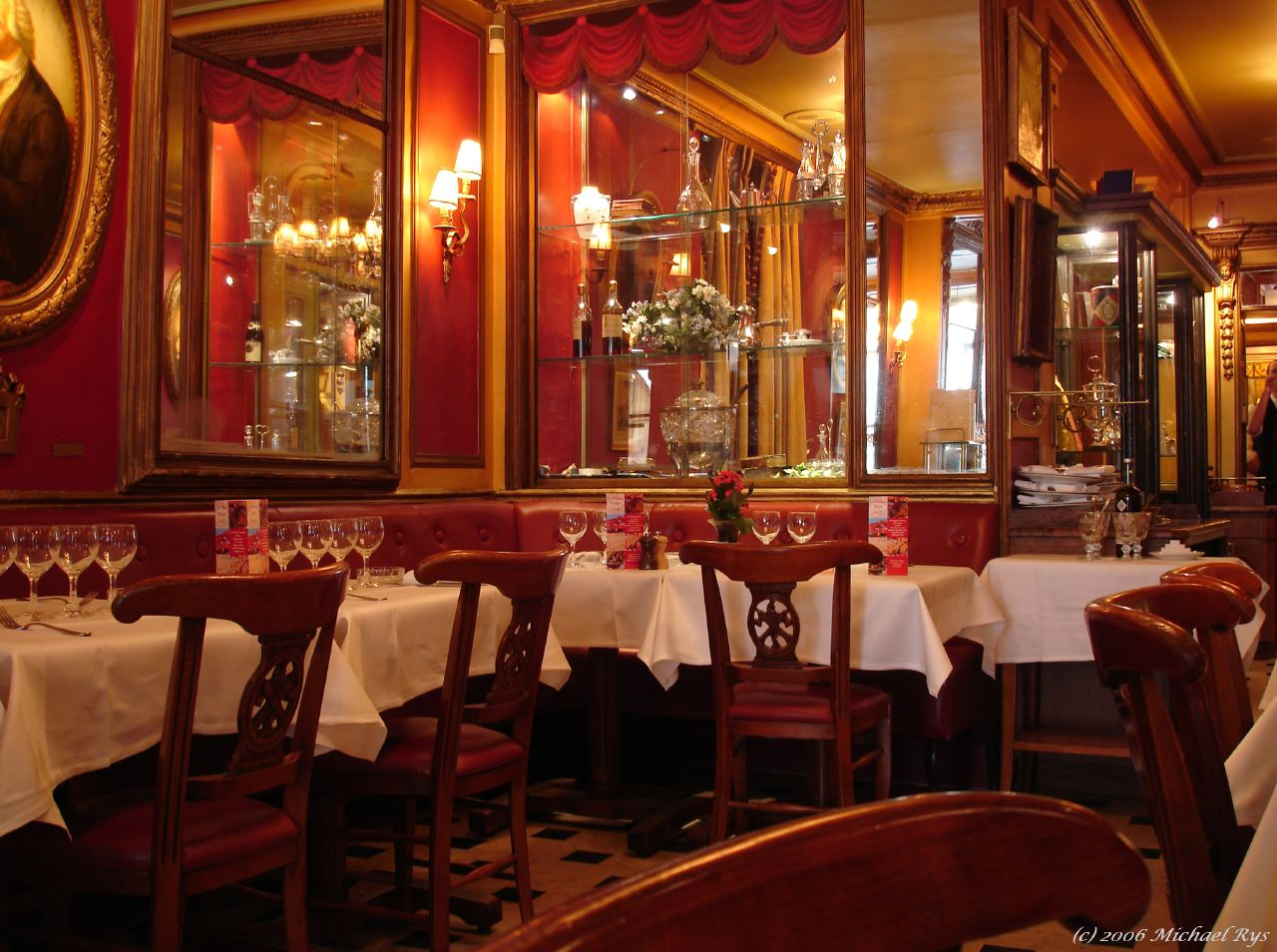
Intérieur du Café Procope (Paris), ouvert en 1686.

Un restaurant est un établissement de commerce où l'on sert des plats préparés et des boissons à consommer sur place, en échange d'un paiement.
La nourriture y est généralement préparée par un chef cuisinier.
Le terme couvre une multiplicité de lieux et une grande diversité des types de cuisines, tant locales qu'étrangères. Les restaurants sont parfois le dispositif réservé au service des repas au sein d'une plus grande entité (hôtel, université, aéroport…) ; on parle alors de restaurant collectif par opposition au site de cuisine. Ils peuvent aussi être associés à une activité de traiteur ou d'épicerie. Le restaurant offre des conditions de confort plus ou moins importantes, et la restauration est dite « rapide » quand le client peut commander et manger son repas en quelques minutes ou dizaines de minutes, éventuellement debout.

## Étymologie

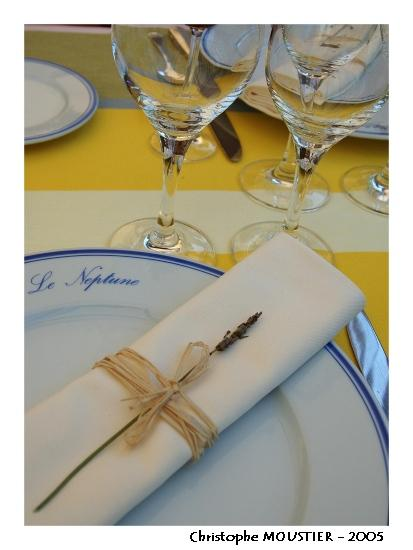
Table du restaurant Le Neptune à Collioure (Pyrénées-Orientales).

Le mot restaurant provient du verbe « restaurer » qui signifie au XIIe siècle « remettre en état », « remettre debout ».
Dès le début du XVIe siècle, le terme de « restaurant » revêt une acception alimentaire pour désigner un « aliment reconstituant ». Au milieu du XVIIe siècle, le terme désigne plus spécifiquement un « bouillon restaurant fait de jus de viande concentré » puis, à partir du milieu du XVIIIe siècle, le lieu qui en assure la vente.
« Restaurant » désigne aussi un pain de 400 g dans certaines boulangeries du sud de la France.

## Histoire

### Auberge, maison et café
Bien avant l'utilisation du terme « restaurant », l'activité de restauration a existé en des lieux où l'on servait à manger et à boire aux voyageurs, leur offrant parfois aussi le repos et un service pour leurs attelages.
Hormis le statut de voyageur et sur le plan urbain, le concept de manger devant des inconnus, seul ou en famille, hors de son logis et en dehors des moments de fêtes est pratiquement impensable avant les Temps modernes : ce point est fondamental sur le plan anthropologique, et pas seulement en Occident.
Hōshi Ryokan, ouverte en 717 au Japon, est la plus ancienne auberge du monde encore en activité. Le Stiftskeller St. Peter à Salzbourg aurait été cité pour la première fois d'après un document d'Alcuin datant de 803. Si cette citation est avérée, il est probablement le plus ancien restaurant du monde encore en activité ; initialement monastère puis auberge, cet établissement n'a toutefois plus d'activité hôtelière. En France, La Couronne, auberge normande située à Rouen, ouvre en 1345 ; l'hostellerie de la Croix d'Or (Provins), encore en activité, ouvre en tant qu'auberge en 1575.
Selon l'historienne Carolin C. Young, intervenante à l'Université d'Oxford de 2007 à 2010, quelques cafés sont ouverts vers les années 1450 en Turquie et en Égypte. Ce type d'établissements se répand lentement dans les villes d'Europe, d'abord Venise, puis Vienne, jusque dans les années 1650 où leur développement s'accélère (Marseille, Lyon, Paris, Oxford…). Le Café Procope, créé en 1686 à Paris, est le premier « restaurant », dans l'acception moderne, initialement importateur de produits exotiques à consommer sur place, tant sucrés (glace italienne, gâteaux) que salés, et bien entendu du café. L'établissement À La Petite Chaise, situé 36 rue de Grenelle, à Paris, remonte à l'année 1700 et était à l'origine une cave à vin et une épicerie (jambons, saucissons), devenue cabaretier sous la Régence.
La Casa Botin, auberge créée en 1725 à Madrid, dont les fondations de l'immeuble remontent à la fin du XVIe siècle, prétend que la conversion de son activité d'aubergiste en restaurant[réf. nécessaire] est plus ancienne que celle du Café Procope, les deux étant des évolutions lentes qui ne sont pas datées précisément. Néanmoins, le Café Procope n'a jamais eu d'activité hôtelière, mais uniquement alimentaire.

### Histoire du restaurant
Depuis Legrand d’Aussy, la vulgate veut que le premier « restaurant », dans son acception moderne, ait été ouvert à Paris, rue des Poulies ou rue Bailleul, en 1765 par un marchand de bouillon nommé Boulanger (dit « Champ d'Oiseaux » ou « Chantoiseau »). Il sert des « restaurants » ou « bouillons restaurants », c'est-à-dire des consommés à base de viande censés restaurer les forces. Ces bouillons, qui existent depuis le Moyen Âge, sont composés de viande, mais aussi, selon les recettes, de racines, d'oignons, d'herbes, d'épices, de sucre, de pain, voire de pétales de rose, de raisins ou d'ambre.
Boulanger, qui fut appelé « restaurateur », avait mis sur sa porte la devise : Venite ad me, omnes qui stomacho laboratis, et ego restaurabo vos (« Venez tous à moi, vous dont l’estomac crie misère, et je vous restaurerai »). Il inventa le nom de « restaurant » dans son sens actuel car on trouvait à manger chez lui quand on voulait de la nourriture servie sur table à prix fixé à l'avance et à toute heure proposée sur une carte, mais n’étant pas traiteur, il ne pouvait servir de ragoûts. Il donnait des volailles au gros sel avec des œufs frais, et tout cela était servi proprement, sur de petites tables de marbre. Il préparait aussi des pieds de mouton à la sauce blanche, ce qui portait atteinte au monopole des traiteurs. Ceux-ci lui intentèrent un procès qu'ils perdirent.
L’Almanach du Dauphin de 1777 évoque non pas Boulanger comme l'inventeur de restaurant moderne en 1765, mais Messieurs Roze (ou Roze de Chantoiseau) et Pontaillé, en 1766, locataires d'une partie de l’Hôtel d'Aligre, rue Saint-Honoré. Il semble que le premier établissement rue des Poulies n'étant pas situé dans un emplacement avantageux, il ait été transféré rue Saint-Honoré. Le nom complet de Monsieur Roze de Chantoiseau et le surnom de Boulanger, désignant probablement la même personne, sont à l'origine de la confusion de ces sources. Rebecca Spang, arguant du fait qu'il ne subsiste aucune trace du prétendu procès des traiteurs contre Boulanger et estimant que leur corporation, très diversifiée, était tolérante vis-à-vis de cette nouveauté, considère Roze comme le véritable « inventeur » du restaurant, dont l'innovation aurait consisté en une prévenance marquée pour le client qui aurait engendré « une nouvelle logique de sociabilité et de respectabilité »,.
À son imitation s’établirent bientôt d’autres restaurateurs, dont les maisons s’appelèrent, du nom du bouillon conseillé par Palissy, des restaurants. Le service imite le changement qui s’opère à cette époque dans l’aristocratie : déclin du service à la française, remplacé par le service à la russe dans lequel le convive – assis à une table individuelle – est servi par les ustensiles et le personnel dédiés individuellement.
Le service rendu se différencie des :
- taverniers qui ne délivrent que le « vin à pot » ;
- auberges, où un seul plat est proposé par le cuisinier[9] et où les tables sont communes ;
- cabaretiers qui vendent du « vin à assiette » avec une nappe et quelques plats ;
- traiteurs qui sont autorisés à vendre des sauces et ragoûts, ainsi que des pièces entières ; certains d'entre eux vont jusqu'à proposer une formule table d'hôtes (repas à heure fixe, à l'instar des auberges).

Boulanger brise ce monopole et cuisine ce qui plaît à sa clientèle. Il baisse les prix et affiche la carte devant le restaurant afin que les clients sachent quelle sera la composition et le coût de leur repas. Par suite du procès que Boulanger aurait gagné contre les traiteurs, d'autres restaurateurs se seraient installés.
Un certain engouement se crée pour l'établissement de Boulanger parmi l'aristocratie et les intellectuels.

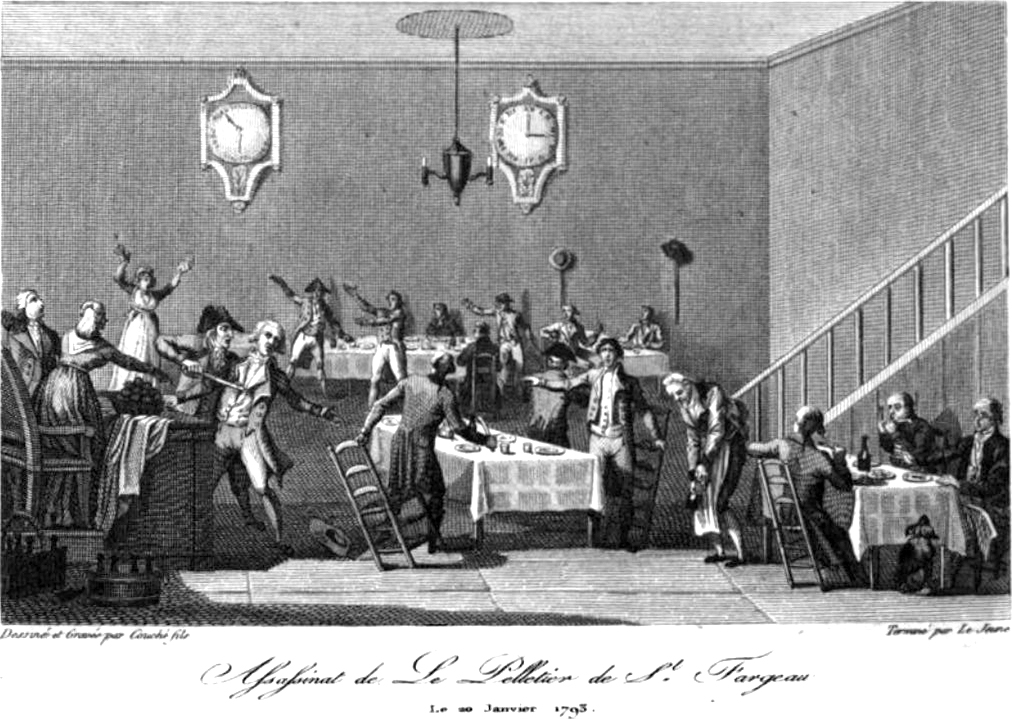
L’assassinat du conventionnel Lepeletier de Saint-Fargeau par Pâris chez Février, restaurateur au Palais-Royal, pour avoir voté la mort du roi.

En 1782, Antoine Beauvilliers, cuisinier du prince de Condé et officier de bouche du comte de Provence, reprend la formule de Boulanger et ouvre, dans un cadre raffiné, La Grande Taverne de Londres, au 26 rue de Richelieu à Paris. Il propose aux clients de manger comme à Versailles. Le service des vins est fait en bouteille, comme à Londres, à la mode à cette époque. C'est là le premier véritable grand restaurant de Paris, qui restera pendant plus de vingt ans sans rival.
Mais c'est à partir de la Révolution française que le phénomène prend de l'ampleur. En effet, d'une part, l'émigration des aristocrates laisse leur personnel de service, dont leurs cuisiniers, sans emploi et, d'autre part, de nombreux provinciaux arrivent à Paris, où ils ne comptent pas de famille qui puisse les nourrir. Dès lors, de plus en plus de cuisiniers, formés à la préparation de cuisine de qualité, vont devenir restaurateurs, et l'on compte dès 1789 à Paris une centaine de restaurants fréquentés par la bonne société, regroupés autour du Palais-Royal, par exemple Le Grand Véfour (à l'époque Café de Chartres). Trente ans après la Révolution, on en dénombrera 3 000.
Les restaurants se sont rapidement multipliés à travers le monde, le premier restaurant ouvrant aux États-Unis dès 1794, à Boston.
Le type de service reste longtemps fondé sur le principe du « service à la française » où les plats étaient posés à table, les convives se servant eux-mêmes. Cependant, ce service rendait la facturation difficile pour les restaurateurs. La forme actuelle de service, où le convive reçoit un repas dressé sur assiette, appelé « service à la russe », fut introduit en France par le prince russe Kourakine dans les années 1810 d'où il se répandit progressivement.
Au XIXe siècle, à Paris, le Palais-Royal est finalement supplanté par les restaurants qui s'installent sur les boulevards. Au milieu du siècle, les Bouillon Duval sont la première chaîne de restauration bon marché ; sept établissements sont implantés dans la capitale. Les brasseries apparaissent après 1870, où s'attablent autant des bourgeois que des clients plus modestes. L'offre s'élargit.

## Types spécifiques de restaurants

### Auberge à la ferme
Une « auberge à la ferme » propose de déguster les produits du terroir et les spécialités régionales issus des productions de la ferme ou des fermes voisines ; en France elles peuvent être appelées « Fermes-Auberges » ou « Auberges d'Accueil paysan ».

### Brasserie et bistro
Établissements où sont servis à toute heure de la journée en principe le plus grand choix de boissons chaudes et fraîches. On peut aussi y trouver un choix plus ou moins restreint de plats cuisinés assez simples ou de vente à emporter, on parle alors de snack-bar. Bien souvent le midi, un buffet d'entrée est proposé au sein d'une « formule du midi ». Ce type d'établissement est généralement implanté dans le centre de chaque agglomération, quelle que soit sa taille.
Ce type d'établissements trouve le plus souvent sa clientèle auprès d'habitants du quartier, voire d'employés des bureaux habitués des lieux surtout lors des repas de mi-journée.

### Restaurant gastronomique
Un restaurant dit « gastronomique » est un restaurant qui cherche à mettre la gastronomie à l'honneur : plats de qualité, cave honorable, accueil attentif, service soigné et cadre agréable. Il propose en général des menus variant selon la complexité et ou la valeur des plats proposés. Ce genre de restaurant met en général à son menu viande et poisson. Un restaurant gastronomique ne dispose pas forcément d'étoiles ou de récompenses ; cependant les meilleurs d'entre eux sont l'objet de classements prestigieux tels que le Michelin ou le Gault&Millau.

### Pizzeria

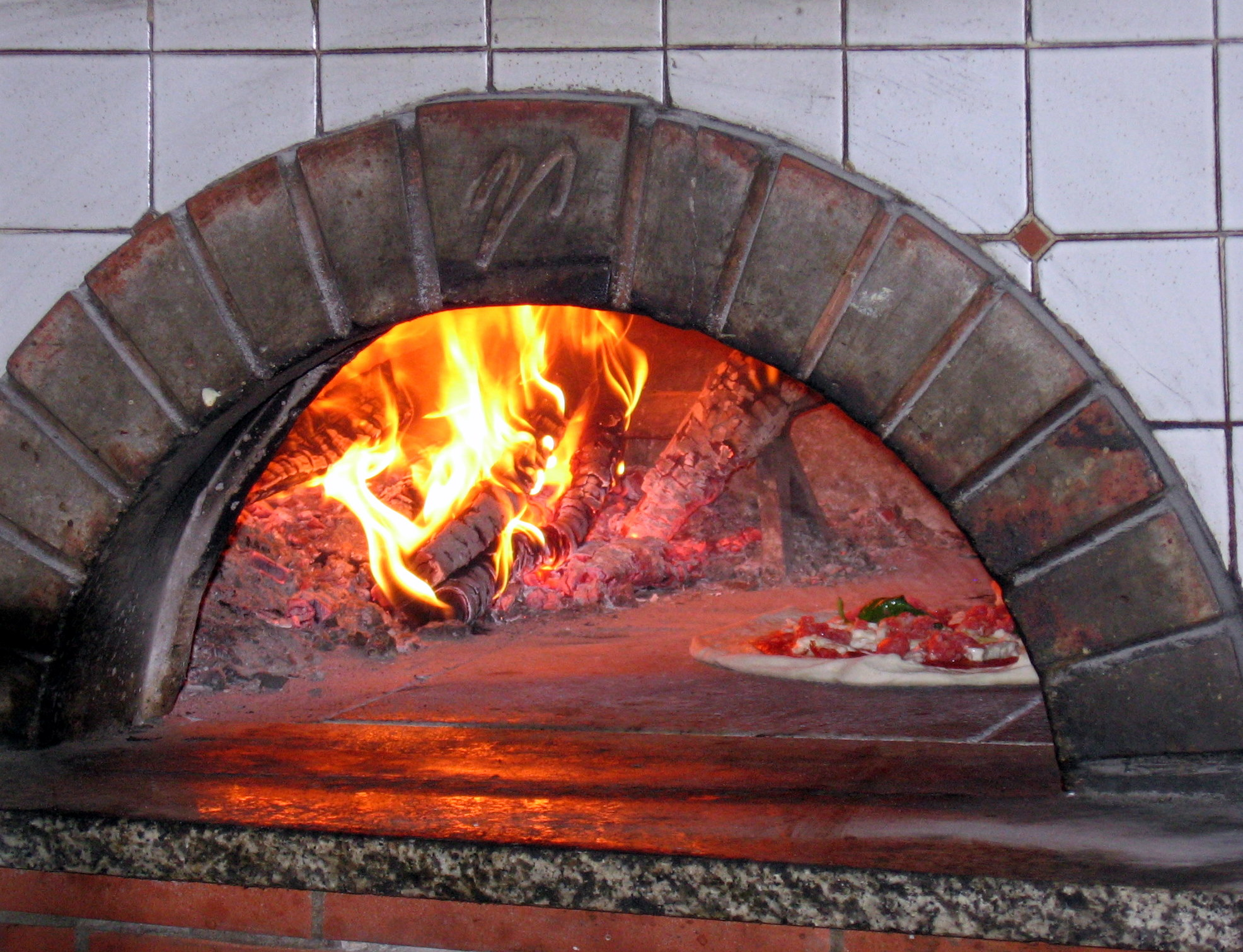
Four de pizzeria.

La pizzeria est un restaurant spécialisé dans la vente ou le service de pizzas et autres spécialités italiennes. La pizza reste toutefois leur produit principal, les restaurants italiens servant plutôt des pâtes étant désignés du nom d’osteria.
Des dérivés tels que des stands à pizzas (généralement montés sur le châssis d'un véhicule à moteur…) ont vu le jour en France dans les années 1980 et rencontrent toujours le succès à l'heure actuelle, leur implantation étant de ce fait mobile. D'autres produits tels que les sandwiches ou des gâteaux peuvent être proposés en sus.
Cette formule permet la fabrication et la vente des pizzas d'un lieu à l'autre suivant des périodes fixes établies à l'avance, afin d'être connues par la population.
Le cuisinier qui confectionne et réalise la cuisson artisanale des pizzas est nommé couramment pizzaïolo.

### Relais routier
Restaurant de bord de route implanté en rase campagne ou à l'entrée d'une zone urbanisée, mais plus rarement sur l'autoroute.
En France, ils ont été spécialement créés à l'intention des professionnels de la route (conducteurs routiers et V.R.P.…) à partir de 1934 à la suite de l'édition d'un guide pratique spécialement consacré à ce groupe d'usagers.
Le modèle s'est rapidement exporté à travers les autres pays d'Europe notamment au Royaume-Uni (où ce type d'établissement est appelé transport café)[réf. nécessaire] et en Espagne où leur implantation semble de nos jours plus dense qu'en France, ceci proviendrait du fait que la règlementation concernant la circulation des poids-lourds sur route nationale est moins stricte dans ces pays. Les États-Unis ont aussi vu apparaitre dans les années 1940 les Truck Stops comportant en général un café ou un restaurant de type diner.
Ce type d'établissement est caractérisé par une décoration intérieure assez personnalisée ainsi que par une cuisine entièrement conçue à demeure, dans le but de créer une ambiance plus cordiale et de rompre avec le phénomène de solitude connu de ces professionnels de la route. Un parking suffisamment vaste est aménagé pour y faire stationner de nombreux camions (dont la circulation à l'intérieur peut être régie par la présence d'un membre du personnel…), ainsi que de douches et parfois de chambres pour ceux qui ne désirent pas (ou ne peuvent pas…) dormir à bord de leur véhicule. Ces chambres étaient dans le passé, souvent utilisées par les conducteurs de poids-lourds afin d'y prendre quelques heures de repos après une trop longue période de conduite (les temps d'activité étaient auparavant mal contrôlés…). Il était également possible de se faire réveiller sur simple demande par un des employés de l'établissement, à un moment convenu.
Les relais routiers sont considérés comme le lieu idéal des retrouvailles entre conducteurs même si cette image tend à s'estomper de nos jours, en raison de leurs propres impératifs de délais ou rendez-vous pris auprès de leurs clientèles. De plus en plus de conducteurs préfèrent en effet prendre les repas (composés sur place ou emportés…) à bord de leur véhicule, tant par volonté de solitude que pour des raisons pratiques.
Dès l'introduction d'un arrêté interdisant la circulation dominicale de certains poids-lourds de plus de 7,5 tonnes, les établissements ont dû adapter leurs horaires et jours d'ouverture à la clientèle. La règlementation des transports devenue plus rigide et les contrôles routiers sévères, peu de conducteurs désirent prendre le risque de conduire au-delà des temps autorisés, ce qui fit perdre l'intérêt d'une ouverture 24 heures sur 24 de ces restaurants ainsi que le maintien d'un service en fin de semaine. Les conséquences peuvent se mesurer de nos jours par le transfert de cette catégorie de clientèle vers les aires de service autoroutières, généralement ouvertes en permanence. Il est Ces horaires devenus inadaptés aux besoins des conducteurs (en particulier ceux étant contraints d'effectuer leur coupure hebdomadaire hors de leur domicile…) font souvent l'objet de débats au sein de la profession des transports routiers de marchandises.
Un établissement digne de ce nom propose en théorie des menus à des prix accessibles à des conducteurs routiers et un service suffisamment rapide, afin que le temps de coupure ne s'en trouve pas indûment prolongé.
Depuis plusieurs années, les établissements implantés en bordure des routes nationales disparaissent progressivement et ce, suivant divers motifs :
- reprise potentielle de la clientèle par les restoroutes implantés sur les autoroutes et certaines voies rapides tracées à proximité ;
- l'établissement se trouve sur une route nationale dont l'accès aux véhicules lourds se voit nouvellement interdit, bien que parfois subsiste par la suite la clientèle géographiquement proche qui est habituée des lieux (représentants, artisans du bâtiment, livreurs…) ;
- autre motif plus alarmant pour l'avenir de ce type d'établissement — les poids lourds sont de mieux en mieux équipés pour que les chauffeurs confectionnent leur nourriture seuls. Un constructeur de poids lourds européen a mis au point un prototype avec douche, lit, micro-onde, réfrigérateur et plaque de cuisson et télévision lcd. Les chauffeurs n'auront plus aucun besoin de stopper dans les restaurants routiers car ils auront tout le confort à bord. Ce véhicule n'a pas encore vu le jour, pour un problème d'homologation dû à la longueur du tracteur avec remorque combinés qui sont, à ce jour[Quand ?], hors normes selon la législation européenne[19].

Face à ce constat, un nouveau genre d'établissement a vu le jour en France sous le nom d'Arcotel. Cette enseigne abrite un centre routier à part entière, le plus souvent implanté près d'un échangeur autoroutier ou d'une zone industrielle importante.

### Restaurant rapide

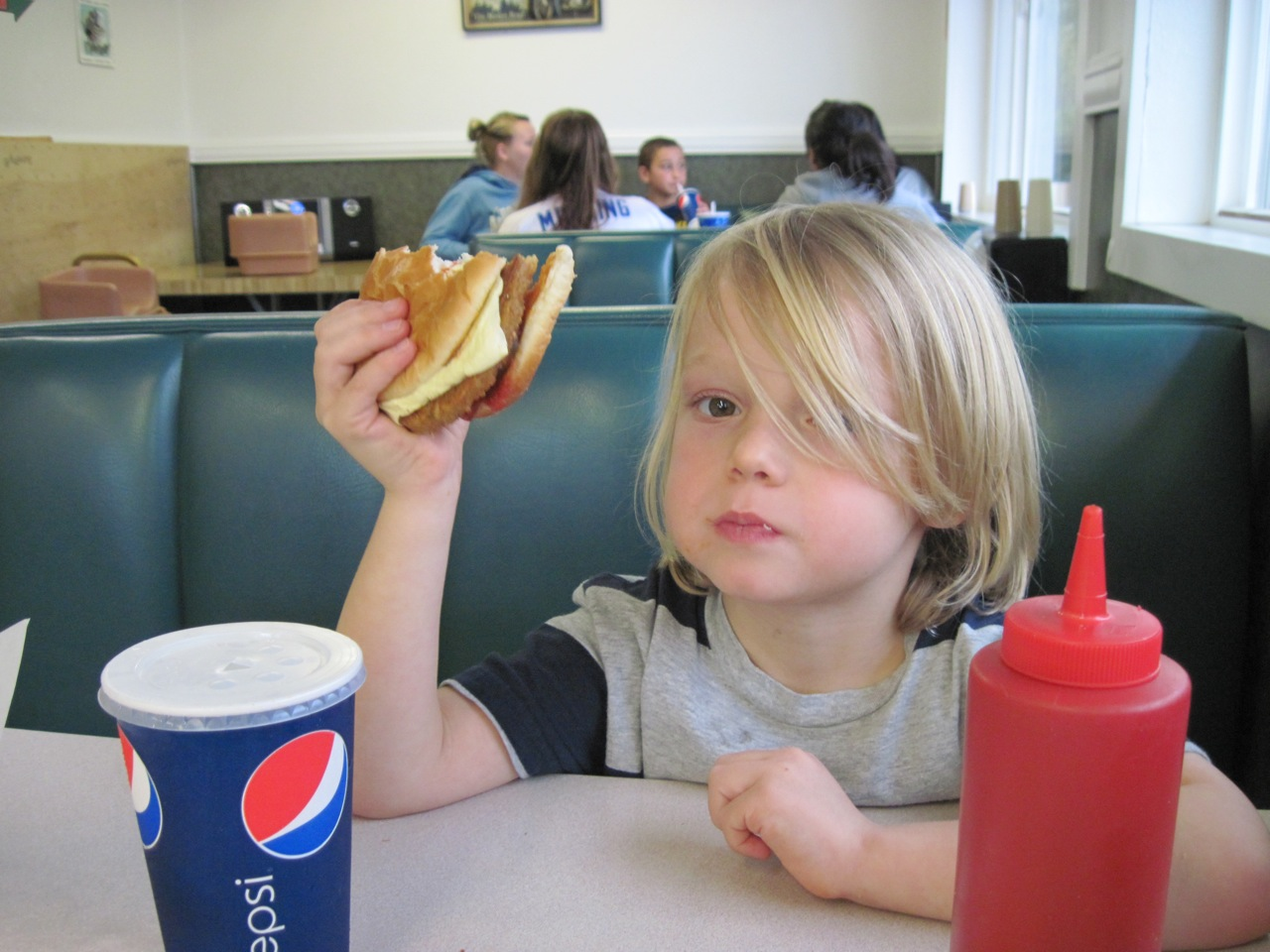
Jeune garçon et son burger.

Restaurant à service rapide où l'on peut consommer le plus souvent des frites, des hamburgers, des glaces et des boissons gazeuses. Toute commande s'effectue au comptoir où on retire son plateau-repas avant de se mettre à table. Des cadeaux de bienvenue sont offerts à l'intention des plus jeunes consommateurs. Mc Donald's et Quick sont les enseignes les plus connues en France dans ce secteur.

### Restaurant d’application
Les restaurants d'application encore appelés restaurants pédagogiques ou encore restaurants d’initiation sont des restaurants qui permettent aux apprentis et étudiants de mettre en pratique leur formation.

### Restoroute

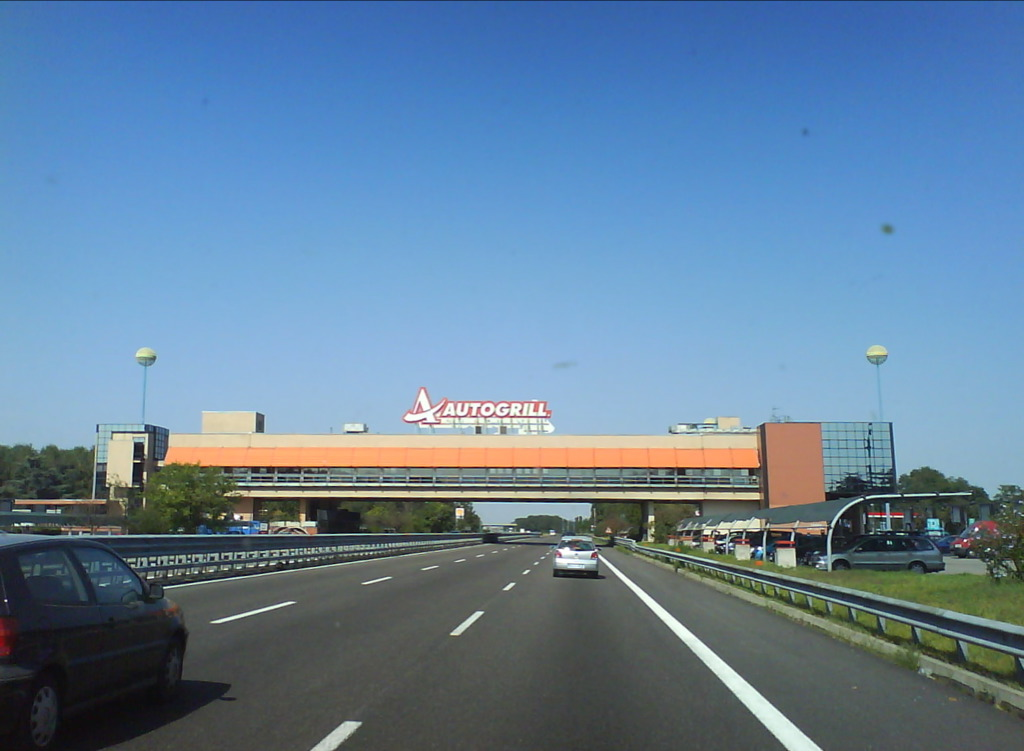
Un restoroute.

Établissement exclusivement implanté en bordure d'autoroute et de voie rapide, ce type de restaurant a vu le jour en France au début des années 1960 sous la houlette de Jacques Borel. Ce dernier a très vite pris une réputation de mauvais restaurant et a fait place à l'Arche dès 1983.

### Table d'hôtes
Service pouvant être proposé dans les Maisons ou Résidences d'hôtes en complément de la nuitée dans une de leurs chambres d'hôtes.

### Wagon-restaurant
Service de restauration dans les trains en général et les trains de nuit en particulier.

## Fonctions

### Brigade de cuisine

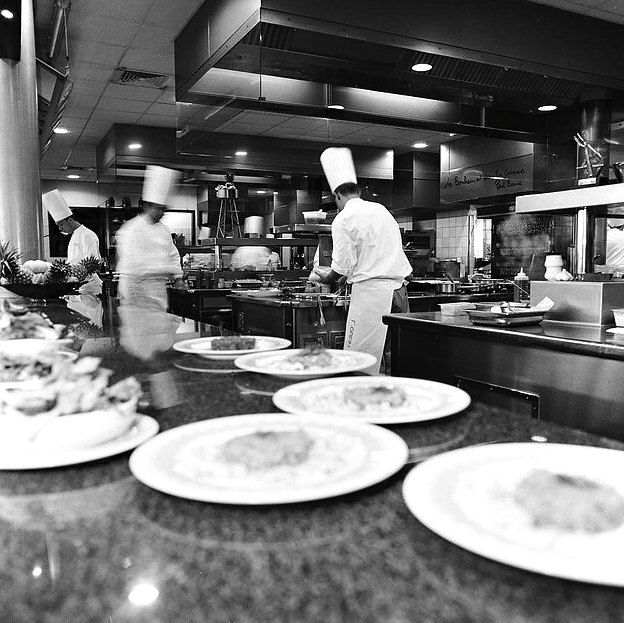
Brigade en action à L'Auberge du Pont de Collonges.

- Le chef cuisinier (ou chef de brigade) assume la responsabilité de l'ensemble de la cuisine d'un restaurant. Il compose les menus et la carte des mets, organise et répartit le travail, annonce les commandes et contrôle les plats prêts à être servis. Parfois, il engage ses collaborateurs ;
- les chefs de parties ont la responsabilité des différentes branches culinaires au sein d'une cuisine (garde-manger, saucier, entremétier, rôtisseur, poissonnier, pâtissier) ;
- l’aboyeur (annonce les plats) ;
- les plongeurs et aide-cuisiniers, chargés du nettoyage de la vaisselle, de la pluche, du lavage des locaux. On peut avoir recours à eux pour la préparation de certains aliments simples ;
- le commis assiste le chef de partie dans chaque branche culinaire ;
- le communard, chargé de la préparation des plats destinés à l'alimentation du personnel.

Une cuisine dans une école de restaurants, en Estonie. Octobre 2016.

### Brigade de salle
- Le premier maître d'hôtel
- Le maître d'hôtel de carré
- Le premier chef de rang
- Le chef de rang
- Le demi-chef de rang
- Le commis de rang ou de suite
- Le commis débarrasseur
- Le trancheur
- Le commis trancheur
- Le chef sommelier, qui aidera à accorder les plats avec les vins
- Le sommelier
- Le commis sommelier

## Guides
Des restaurants sont classés dans des guides gastronomiques.
Les trois principaux guides gastronomiques en France étaient (dans l'ordre de leur vente en 2013) :
- Le Guide Michelin, dit Guide rouge
- Fooding (guide)
- Le Gault et Millau

## Dans la culture

### Cinéma
Le restaurant est un lieu éminemment cinématographique, où se conclut notamment l'un des plus grands films de l'histoire du cinéma, Les Temps Modernes de Charles Chaplin. Du saloon de cow-boys aux complots des grands de ce monde dans les salles new-yorkaises hors de prix en passant par les rendez-vous de policiers avec leurs indics dans un boui-boui glauque, de la discussion tendue ou séductrice à la bagarre destructrice le restaurant a toujours inspiré les cinéastes, au point que l'émission Blow-Up y a consacré une anthologie.
- Restaurant, d'Andy Warhol, 1965
- Le Grand Restaurant, de Jacques Besnard, 1966
- Nude Restaurant, d'Andy Warhol, 1967
- Playtime de Jacques Tati, 1967
- Alice's Restaurant, d'Arthur Penn, 1969
- L'Aile ou la Cuisse, de Claude Zidi, 1976
- Garçon !, de Claude Sautet, 1983
- À table, de Stanley Tucci, 1996
- Cuisine américaine, de Jean-Yves Pitoun, 1998
- Restaurant (en), d'Eric Bross, 1998
- Ratatouille, de Brad Bird, 2007
- Le Goût de la vie, de Scott Hicks, 2007
- Délicieux, de Éric Besnard, 2021

### Chanson
- Sur une nappe de restaurant, de Jacques Dutronc
- Scenes from an italian restaurant, de Billy Joel
- Tom's Diner, de Suzanne Vega
- La table habituelle, d'Henri Tachan

### Vidéographie
- Luc Lagier, « Le Restaurant au cinéma », sur Blow Up, Arte.